# The Path of Totality
The Path of Totality – dziesiąty album studyjny amerykańskiej grupy nu-metalowej Korn, wydany 6 grudnia 2011 roku nakładem wytwórni Roadrunner. Wszystkie utwory zostały dodatkowo wyprodukowane przez artystów muzyki elektronicznej, min. Skrillexa, Noisię, Excisiona i Downlinka. "Get Up!" to pierwszy singel albumu wydany 6 maja 2011 roku. Drugim singlem został "Narcissistic Cannibal" wydany 18 października 2011 roku.
Jonathan Davis wypowiedział się na temat albumu: "Chcę zmieniać rzeczy. Chcę robić rzeczy, których nie powinniśmy robić. Chcę tworzyć sztukę która będzie inna i nie dostosowywać się do reszty. Nie stworzyliśmy dubstep-owego albumu. Stworzyliśmy album Korna".
Album zdobył mieszane recenzje osiągając przeciętny wynik na Metacritic.

## Lista utworów
1. "Chaos Lives in Everything" (feat. Skrillex) – 3:47
2. "Kill Mercy Within" (feat. Noisia) – 3:35
3. "My Wall" (feat. Excision) – 2:55
4. "Narcissistic Cannibal" (feat. Skrillex & Kill the Noise) – 3:11
5. "Illuminati" (feat. Excision & Downlink) – 3:17
6. "Burn the Obedient" (feat. Noisia) – 2:38
7. "Sanctuary" (feat. Downlink) – 3:24
8. "Let’s Go" (feat. Noisia) – 2:41
9. "Get Up!" (feat. Skrillex) – 3:43
10. "Way Too Far" (feat. 12th Planet & Flinch[7]) – 3:49
11. "Bleeding Out" (feat. Feed Me) – 4:50

Edycja specjalna
1. "Fuels the Comedy" (feat. Kill the Noise) – 2:49
2. "Tension" (feat. Excision, Datsik & Downlink) – 3:57

## Produkcja
Album zawiera dodatkowe produkcje Skrillexa, Datsika, Feed Me, Excisiona, 12th Planet, Flincha, Downlinka, Kill the Noise i Noisy. Datsik, Downlink i Jim "Bud" Monti zajęli się w większości miksem utworów. Zespół nagrał utwory do The Path of Totality wraz z muzykami w domowym studiu Davisa w Bakersfield.

## Kompozycja i teksty
The Path of Totality jest połączeniem tradycyjnej, nu metalowej muzyki Kornu z muzyką elektroniczną. W tym celu zespół stworzył kolaborację z kilkoma producentami elektronicznymi, by każdy wyprodukował konkretne utwory po swojemu. Lider zespołu opisał nowy album jako najprawdopodobniej najbardziej wyporcjowany album ze wszystkich, jakie zespół stworzył. W biografii na stronie Roadrunner Records Jonathan Davis nazwał swoją najnowszą twórczość przyszłością metalu. "Mieszamy ze sobą metal i muzykę elektroniczną, a tego nie powinno się robić. Korn zawsze był za eksperymentowaniem, i próbą stworzenia muzyki i pokazania jej z różnych stron". Magazyn Metal Hammer napisał w swojej listopadowej (2011) recenzji albumu, że jest on narodzinami "metal-stepu".

## Twórcy
Korn
- Jonathan Davis – wokal
- James Shaffer – gitara elektryczna, wokal wspierający
- Reginald Arvizu – gitara basowa
- Ray Luzier – perkusja

Produkcja i dodatkowa kompozycja
- Skrillex – (utwory 1, 4, 9)
- Datsik – (utwór 13)
- Feed Me – (utwór 11)
- Excision – (utwory 3, 5, 13)
- 12th Planet – (utwór 10)
- Downlink – (utwory 5, 7, 13)
- Kill the Noise – (utwory 4, 12)
- Noisia – (utwory 2, 6, 8)

Pozostały udział
- Jonathan Davis – producent wykonawszy
- Jim Monti – miksowanie, dodatkowa produkcja
- Downlink – miksowanie
- Datsik – miksowanie ("Tension")
- Ted Jensen – mastering